# Jonathan Motzfeldt
Jonathan Motzfeldt, né le 25 septembre 1938 à Qassimiut et mort le 28 octobre 2010, est un homme politique groenlandais, Premier ministre du Groenland de 1979 à 1991 et 1997 à 2002.

## Biographie
Principale figure du mouvement pour l'autonomie du Groenland dans les années 1970 et dirigeant du parti social-démocrate Siumut, Jonathan Motzfeldt est élu au Parlement du Groenland en 1979, il en devient président et le reste jusqu'en 1988. Le jour de l'entrée en vigueur du statut d'autonomie, le 1er mai 1979, il devient Premier ministre et le demeure jusqu'au 18 mars 1991, quand il doit démissionner à la suite d'un scandale[précision nécessaire]. Brièvement président du Parlement en 1997, il est de nouveau chef du gouvernement du 18 septembre 1997 au 14 décembre 2002. Enfin, de 2003 à 2008, il est une dernière fois président du Parlement. Motzfeldt est également à plusieurs reprises président du Conseil nordique de l'Ouest, forum de coopération regroupant les Îles Féroé, le Groenland et l'Islande.
Il décède le 22 octobre 2010 à 72 ans.